# Романов, Исаак Залманович
Исаа́к За́лманович Рома́нов (31 мая 1920, Горки, Гомельская губерния (ныне Могилёвская область) — 1993, Москва) — российский, ранее советский, шахматный историк и литератор, международный арбитр ИКЧФ (1968), член Совета по заочным соревнованиям шахматной федерации СССР (с 1981), кандидат исторических наук (1949), редактор шахматного отдела газеты «Комсомольская правда» (1979—1984).
Окончил исторический факультет МГУ (1945). Автор ряда книг и статей по вопросам отечественной и мировой истории шахмат. Соавтор первой в СССР книги о заочных соревнованиях. Переводчик книги А. Алехина о Ноттингемском турнире (1936).

## Книги
- Романов И. Творческое наследие М. И. Чигорина. — М.: ФиС, 1960. — 404 с.: ил.
- Гродзенский С. Я., Романов И. З. Ход в конверте. — М.: ФиС, 1982. — 192 с.
- Они играли в шахматы : [Очерки] / Г. В. Антонов, С. Я. Гродзенский, И. М. Линдер, И. З. Романов. — М.: Сов. Россия, 1982. — 240 с. : ил.
- Романов И. З. Пётр Романовский. — М.: ФиС, 1984. — 160 с.